# ダグラス・ダグラス＝ハミルトン (第14代ハミルトン公爵)
第14代ハミルトン公爵ダグラス・ダグラス＝ハミルトン（英: Douglas Douglas-Hamilton, 14th Duke of Hamilton, 11th Duke of Brandon, KT, GCVO, AFC, PC, DL, FRCSE, FRGS、1903年2月3日 - 1973年3月30日）は、スコットランドの貴族、初期のパイロットである。1933年にエベレストを越える飛行を行った。

## 人物
ロンドンのピムリコに、第13代ハミルトン公爵アルフレッド・ダグラス＝ハミルトンの息子として生まれた。イートン・カレッジを経てオックスフォード大学のベリオール・カレッジで学んだ。アマチュア・ボクサーとしてスコットランドのミドル級のチャンピオンとなり、大学のボートの選手となった。
1930年からイースト・レンフルーシャイア州選挙区選出の庶民院議員を務め、1935年には家族の経営する鉱山の従業員の生活を経験するために、身分を隠して労働組合に参加し、しばらく炭鉱の工夫として働いた。1940年に父親の後を継いで第14代ハミルトン公爵となった。
若い頃から航空に興味を持ち、イギリス予備空軍に所属し、1927年から1930年の間はグラスゴーの602航空隊の最年少の隊長を務めた。1933年に開放式の複葉機でエベレストを越えて飛行を行うハウストン・エベレスト探検隊に参加し、エベレストを初めて越える飛行のチーフ・パイロットを務めた。この探検はヒマラヤ地域の最初の詳細な科学調査の始まりでもあった。この飛行によって1935年に空軍から勲章を受勲した。第二次世界大戦が勃発すると軍務に復帰し、スコットランド防空の責任者となり、空軍訓練部隊の指揮をとった。
1936年のベルリンオリンピックに、議会の超党派のメンバーとしてハミルトン公はドイツ政府の招待を受け、自らの飛行機で観戦に行き、後の外務大臣リッベントロップと面会し、ゲーリングの招待でドイツ空軍を視察した。
1940年にドイツのナチ党副総統ルドルフ・ヘスがスコットランドに亡命飛行を行った事件で、ハミルトン公爵はヘスとの関係を疑われることになった。しかし、ルドルフ・ヘスと会ったことはなく、ヘスと同窓でヘスのアドバイザーとなったアルブレヒト・ハウスホーファーと知り合いであるだけであった。
ヘスの亡命後に、新聞などでヘスとの関係が報じられたが、議会で高官がヘスと関係のないことを証言した。
1948年から1973年の間セント・アンドルーズ大学の学長を務めた他、多くの公職や企業の要職に就いていた。